# Paul Nordoff
Paul Nordoff (terceiro da esquerda) e Clive Robbins (quarto) durante uma visita à Finlândia em 1967
Paul Nordoff (Filadélfia, Pensilvânia, 6 de junho de 1909 - Herdecke, Alemanha Ocidental18 de janeiro de 1977) foi um musicoterapeuta, compositor, antropósofo e fundador do modelo Nordoff-Robbins.

## Biografia
Nascido na Filadélfia, estudou piano no Conservatório de Filadélfia (hoje Universidade das Artes), onde recebeu o grau de mestre em 1932. O seu trabalho de composição recebeu duas bolsas Guggenheim (em 1933 e 1935) Estudou na Juilliard School com Rubin Goldmark. Compôs a banda sonora de três balés de Martha Graham: Praeludium (1935), Every Soul Is a Circus (1939) e Salem Shore (1943). A música de Nordoff foi publicada pela Associated, Carl Fischer, Theodore Presser e G. Schirmer. 
Trabalhou como coordenador de composição no Conservatório da Filadélfia (1938–1943). Foi reconhecido pela Pulitzer Traveling Fellowship for Music pelo seu Quinteto para Piano de 1936 (em 1940). Em 1941, Nordoff executou o seu Tema e Variações para violoncelo e piano com o violoncelista Benar Heifetz, num concerto de música de câmara das Américas no Museu de Arte Moderna de Nova York, durante o festival da Sociedade Internacional de Música Contemporânea. Enquanto estudante, interessou-se pelo trabalho de Rudolf Steiner e em 1943 tornou-se membro da Sociedade Antroposófica.
Foi professor no Michigan State College (1945–1949) e no Bard College (1948–1959). A partir 1954, esteve no centro da Sociedade Antroposófica em Dornach para dar palestras nas conferências sobre Música.
Paul Nordoff foi casado com a euritmista americana Sabina Nordoff.
Musicoterapia Nordoff-Robbins
Paul Nordoff visitou a Sunfield Children's Home, onde conheceu Clive Robbins. Foi incentivado pelo Dr. Herbert Geuter a tocar para um dos meninos e a observar resultados. Clive Robbins, igualmente inspirado, juntou-se a Paul Nordoff para investigar e desenvolver o que hoje é conhecido como o modelo da musicoterapia Nordoff-Robbins, pioneiro e ainda praticado em Sunfield atualmente.
Paul mudou o rumo da sua carreira, interessado pela musicoterapia. Entre 1958 e 1960, trabalhou na Sunfield Children's Home com Michael Wilson e Dr. Herbert Geuter, filho do fundador Fried Geuter, ambos músicos talentosos e familiarizados com a área da musicoterapia. Incentivado pelos colegas para a investigação e psicologia, ele juntou-se a Clive Robbins que era um educador com conhecimento em musicoterapia e apresentou o seu trabalho com crianças com doença mental na Grã-Bretanha e na Europa. Visitaram 26 instituições para crianças e jovens com necessidades especiais, na Inglaterra, Escócia, Suécia, Dinamarca, Holanda, Suíça e Alemanha.
O modelo Nordoff-Robbins resultou do trabalho de equipa pioneiro de Paul Nordoff e Clive Robbins, ao longo de um período de 17 anos. O desenvolvimento inicial do modelo Nordoff-Robbins resultou da formação de Nordoff e Robbins, do ambiente de apoio do Sunfield Children's Home e da orientação do Dr. Herbert Geuter. Desde a sua fundação (1959-1960), o modelo Nordoff-Robbins continuou a ser desenvolvido.
Paul Nordoff fez a sua licenciatura em Musicoterapia no Combs College of Music (Filadélfia) em 1960.
Paul e Clive trabalharam num programa de investigação iniciado em 1961 com a duração de dois anos, sobre o impacto da musicoterapia em crianças com perturbações do desenvolvimento em escolas públicas de Filadélfia, trabalhando especialmente com o espectro do autismo.
Os seus trabalhos foram apresentados em dois filmes, transmitidos pela BBC Television. Em 1976, músicos e empresários da indústria musical britânica formaram a organização de angariação de fundos Silver Clef para apoiar todas as atividades do Centro Nordoff-Robbins. 
Nordoff morreu em Herdecke, Renânia do Norte-Vestfália, Alemanha Ocidental, em 1977, aos 67 anos.

## Livros

### com P. Grabbe
- Histórias Minuciosas da Ópera, NY 1932;
- Cinco melodias de Foster, FC transcritas para piano, NY 1934;
- Variações sobre uma plataforma Schuhplattler. Piano, Mainz 1935;
- Canções para acompanhamento de pianoforte, NY 1938;

### com Franklin Brewer
- Eu nasci para ser atraente: uma ópera em um ato, Filadélfia 1941;
- Matisse encontrou a paz? Uma ópera de um ato , Filadélfia 1941;
- Arte e coração, Filadélfia 1941;
- Livro de canções de Anthony : Dez canções, o. O. 1950;
- Sinfonia de inverno, Louisville [1957];
- Canções e poemas de Robert Burns. Novos acompanhamentos para trinta canções , Nova Iorque [1959];
- Espirituais para crianças cantarem e brincarem, Bryn Mawr o. J.;
- Canções para crianças com sinos ressonadores e piano, Bryn Mawr, 1962

### com Clive Robbins
- Musicoterapia para crianças com deficiência: investigações e experiências . Nova York, 1965.
- Musicoterapia na Educação Especial . Nova Iorque, 1971.
- Terapia Musical para Crianças Deficientes . Nova Iorque, 1971.
- Musicoterapia Criativa: Tratamento Individualizado para Crianças Deficientes . Nova Iorque, 1977.
- A História de Artaban, Bryn Mawr 1964
- A peça de Natal infantil Clive Robbins e Paul Nordoff Bryn Mawr, Pensilvânia
- Canções infantis 5 livros de Paul Nordoff e Clive Robbins Bryn Mawr, Pensilvânia
- Uma mensagem para o rei, Paul Nordoff e Clive Robbins, Bryn Mawr, Pensilvânia
- Os Três Ursos de Paul Nordoff e Clive Robbins, Theodore Presser Company

## Discografia
- Five Songs by Dia DiCristino [The only recording known for Nordoff's White Nocturne]
- Winter Symphony Louisville Orchestra, Robert Whitney, conductor [commissioned by the Louisville Orchestra, recorded in 1955 and released on Louisville Records LOU-571]

## Links externos
- Nordoff-Robbins Music Therapy Video Portrait
- Nordoff Robbins website
- EEUU: Nordoff - Robbins Center For Music Therapy
- History of Nordoff-Robbins Music Therapy, The Steinhardt School, New York University
- Osbournes win Silver Clef honour, BBC News, June 16, 2006